# ISO 3166-2:IN

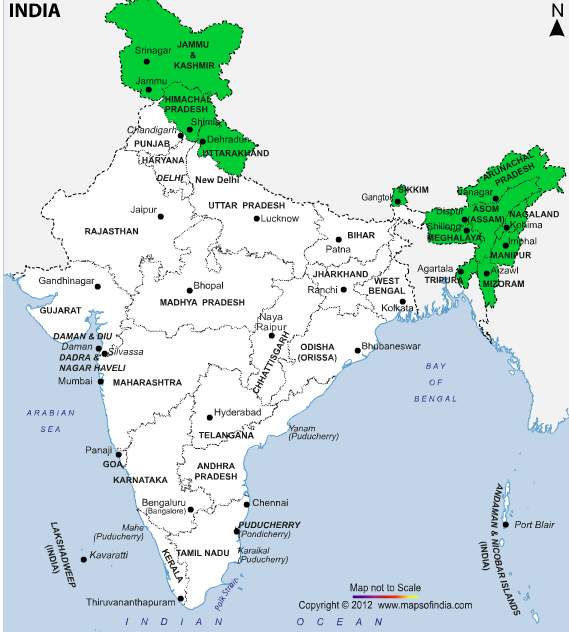
Estados con estatus de categoría especial en la India en marzo de 2018 marcados en verde

ISO 3166-2:IN es la entrada para India en ISO 3166-2, parte de los códigos de normalización ISO 3166 publicados por la Organización Internacional de Normalización (ISO), que define los códigos para los nombres de las principales subdivisiones (p.ej., provincias o estados) de todos los países codificados en ISO 3166-1.
En la actualidad, para India los códigos ISO 3166-2 se definen para 28 estados y 8 Territorios de la Unión.
Cada código consta de dos partes, separadas por un guion. La primera parte es IN, el código ISO 3166-1 alfa-2 paraIndia. La segunda parte tiene dos letras, actualmente vigentes en placas de matrículas de vehículos, con algunas excepciones.

## Códigos actuales
Los nombres de las subdivisiones se ordenan según el estándar ISO 3166-2 publicado por la Agencia de Mantenimiento ISO 3166 (ISO 3166/MA).
Pulsa sobre el botón en la cabecera para ordenar cada columna.
| Código | Nombre de la subdivisión (en) (Sistema hindú de Transliteración) | Nombre de la subdivisión (es)      | Variante local | Categoría de la subdivisión |
| ------ | ---------------------------------------------------------------- | ---------------------------------- | -------------- | --------------------------- |
| IN-AP  | Andhra Pradesh                                                   | Andhra Pradesh                     |                | Estado                      |
| IN-AR  | Arunāchal Pradesh                                                | Arunachal Pradesh                  |                | Estado                      |
| IN-AS  | Assam                                                            | Assam                              |                | Estado                      |
| IN-BR  | Bihār                                                            | Bihar                              |                | Estado                      |
| IN-CT  | Chhattīsgarh                                                     | Chhattisgarh                       |                | Estado                      |
| IN-GA  | Goa                                                              | Goa                                |                | Estado                      |
| IN-GJ  | Gujarāt                                                          | Guyarat                            |                | Estado                      |
| IN-HR  | Haryāna                                                          | Haryana                            |                | Estado                      |
| IN-HP  | Himāchal Pradesh                                                 | Himachal Pradesh                   |                | Estado                      |
| IN-JH  | Jhārkhand                                                        | Jharkhand                          |                | Estado                      |
| IN-KA  | Karnātaka                                                        | Karnataka                          |                | Estado                      |
| IN-KL  | Kerala                                                           | Kerala                             |                | Estado                      |
| IN-MP  | Madhya Pradesh                                                   | Madhya Pradesh                     |                | Estado                      |
| IN-MH  | Mahārāshtra                                                      | Maharashtra                        |                | Estado                      |
| IN-MN  | Manipur                                                          | Manipur                            |                | Estado                      |
| IN-ML  | Meghālaya                                                        | Megalaya                           |                | Estado                      |
| IN-MZ  | Mizoram                                                          | Mizoram                            |                | Estado                      |
| IN-NL  | Nāgāland                                                         | Nagaland                           |                | Estado                      |
| IN-OR  | Odisha                                                           | Odisha                             |                | Estado                      |
| IN-PB  | Punjab                                                           | Punyab                             |                | Estado                      |
| IN-RJ  | Rājasthān                                                        | Rayastán                           |                | Estado                      |
| IN-SK  | Sikkim                                                           | Sikkim                             |                | Estado                      |
| IN-TN  | Tamil Nādu                                                       | Tamil Nadu                         |                | Estado                      |
| IN-TG  | Telangāna                                                        | Telangana                          |                | Estado                      |
| IN-TR  | Tripura                                                          | Tripura                            |                | Estado                      |
| IN-UT  | Uttarākhand                                                      | Uttarakhand                        |                | Estado                      |
| IN-UP  | Uttar Pradesh                                                    | Uttar Pradesh                      |                | Estado                      |
| IN-WB  | West Bengal                                                      | Bengala Occidental                 |                | Estado                      |
| IN-AN  | Andaman and Nicobar Islands                                      | Islas Andamán y Nicobar            |                | Territorio de la Unión      |
| IN-CH  | Chandigarh                                                       | Chandigarh                         |                | Territorio de la Unión      |
| IN-DH  | Dādra and Nagar Haveli and Damān and Diu                         | Dadra y Nagar Haveli y Damán y Diu |                | Territorio de la Unión      |
| IN-DL  | Delhi                                                            | Delhi                              |                | Territorio de la Unión      |
| IN-JK  | Jammu and Kashmīr                                                | Jammu y Cachemira                  |                | Territorio de la Unión      |
| IN-LA  | Ladākh                                                           | Ladakh                             |                | Territorio de la Unión      |
| IN-LD  | Lakshadweep                                                      | Laquedivas                         |                | Territorio de la Unión      |
| IN-PY  | Puducherry                                                       | Pondicherry                        | Pondicherry    | Territorio de la Unión      |

Notas
1. ↑  El código no coincide con el de las matrículas de vehículos, que es CG.
2. ↑  Cambió su nombre de Orissa por el de Odisha en 2011. OD reemplazó a OR como código en placas de matrículas de vehículos, pero no como código de la ISO 3166-2. Códigos del estado de Odisha , Oficina regional de transportes
3. ↑  El código no coincide con el de las matrículas de vehículos, que es TS. Nuevo código, mid-day
4. ↑  El código no coincide con el de las matrículas de vehículos, que es UK. Antes que este estado cambiase su nombre de Uttaranchal por el de Uttarakhand en 2007,el código de las matrículas de vehículos era UA y el de la ISO 3166-2 era IN-UL.
5. ↑  El código no coincide con el de las matrículas de vehículos, que es DD.

## Cambios
Los siguientes cambios de entradas han sido anunciados en los boletines de noticias emitidos por el ISO 3166/MA desde la primera publicación del ISO 3166-2 en 1998, cesando esta actividad informativa en 2013.
| Informe      | Fecha de emisión                     | Descripción del cambio reportado | Cambio de código o subdivisión                                               |
| ------------ | ------------------------------------ | --- | ---------------------------------------------------------------------------- |
| Boletín I-2  | 2002-05-21                           | Reorganización parcial de la presentación de subdivisiones: Tres nuevos estados. Se añade un nombre alternativo para un estado. Nuevo origen de la lista                       | Subdivisiones añadidas: IN-CH Chhattisgarh IN-JH Jharkhand IN-UL Uttaranchal |
| Boletín I-3  | 2002-08-20                           | Corrección de error, del uso duplicado de IN-CH. Corrección ortográfica | Códigos: (a corregir uso duplicado) Chhattisgarh: IN-CH → IN-CT              |
| Boletín I-4  | 2002-12-10                           | Corrección de error: Reintroducción de la vieja forma del nombre en IN-WB |                                                                              |
| Boletín II-3 | 2011-12-13 (corregido el 2011-12-15) | Se añaden los términos administrativos genéricos locales, se actualizan los idiomas oficiales según la ISO 3166-2, se añade un comentario y se actualiza el origen de la lista | Códigos: IN-UL Uttaranchal → IN-UT Uttarakhand                               |

Los siguientes cambios a la entrada figuran en el listado del catálogo en línea de la ISO:
| Fecha real del cambio | Breve descripción del cambio |
| --------------------- | --- |
| 2020-11-24            | Se suprime el Territorio de la Unión IN-DD, IN-DN; se añade el Territorio de la Unión IN-DH; Corrección ortográfica de IN-AR, IN-BR, IN-CH, IN-CT, IN-DH, IN-GJ, IN-HP, IN-HR, IN-JH, IN-JK, IN-KA, IN-LA, IN-MH, IN-ML, IN-NL, IN-RJ, IN-TG, IN-TN, IN-UT; Se añade el sistema de romanización "Sistema hindú de Transliteración"; se actualiza la lista de origen; Corrección del código de origen |
| 2019-11-22            | Cambia la categoría de subdivisión: de estado a Territorio de la Unión para IN-JK; se añade el Territorio de la Unión IN-LA; se actualiza la lista de origen |
| 2014-10-30            | Se añade 1 estado IN-TG; cambio ortográfico de IN-OR; se actualizan la lista y el código de origen |
| 2011-12-13            | Se añaden los términos administrativos genéricos locales, se actualizan los idiomas oficiales según la ISO 3166-2, se añade un comentario y se actualiza la lista de origen |